# Polygenis frustratus
Polygenis frustratus är en loppart som beskrevs av Johnson 1957. Polygenis frustratus ingår i släktet Polygenis och familjen Rhopalopsyllidae. Inga underarter finns listade i Catalogue of Life.